# Cata-vento

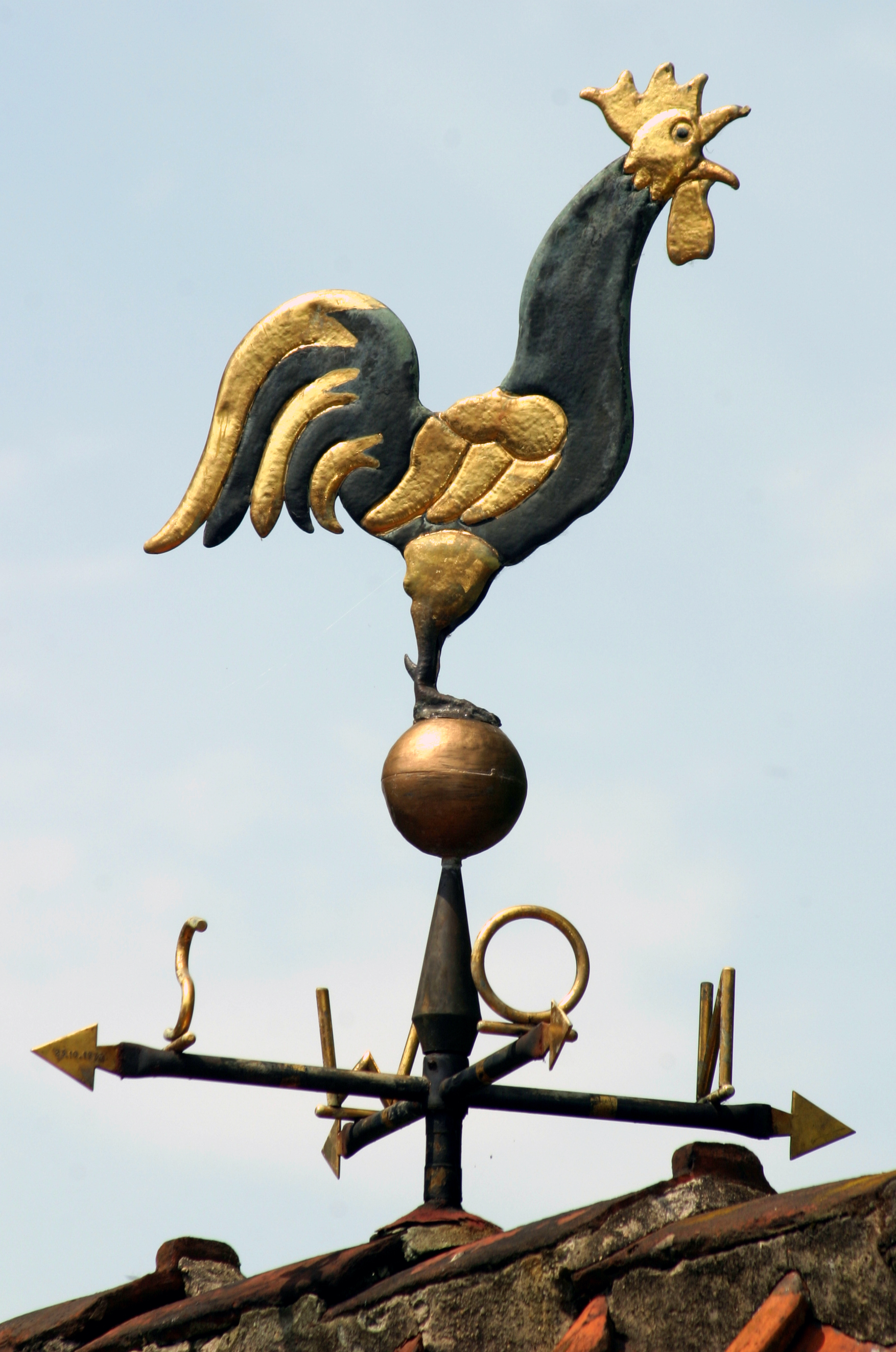
Catavento tradicional em forma de galo

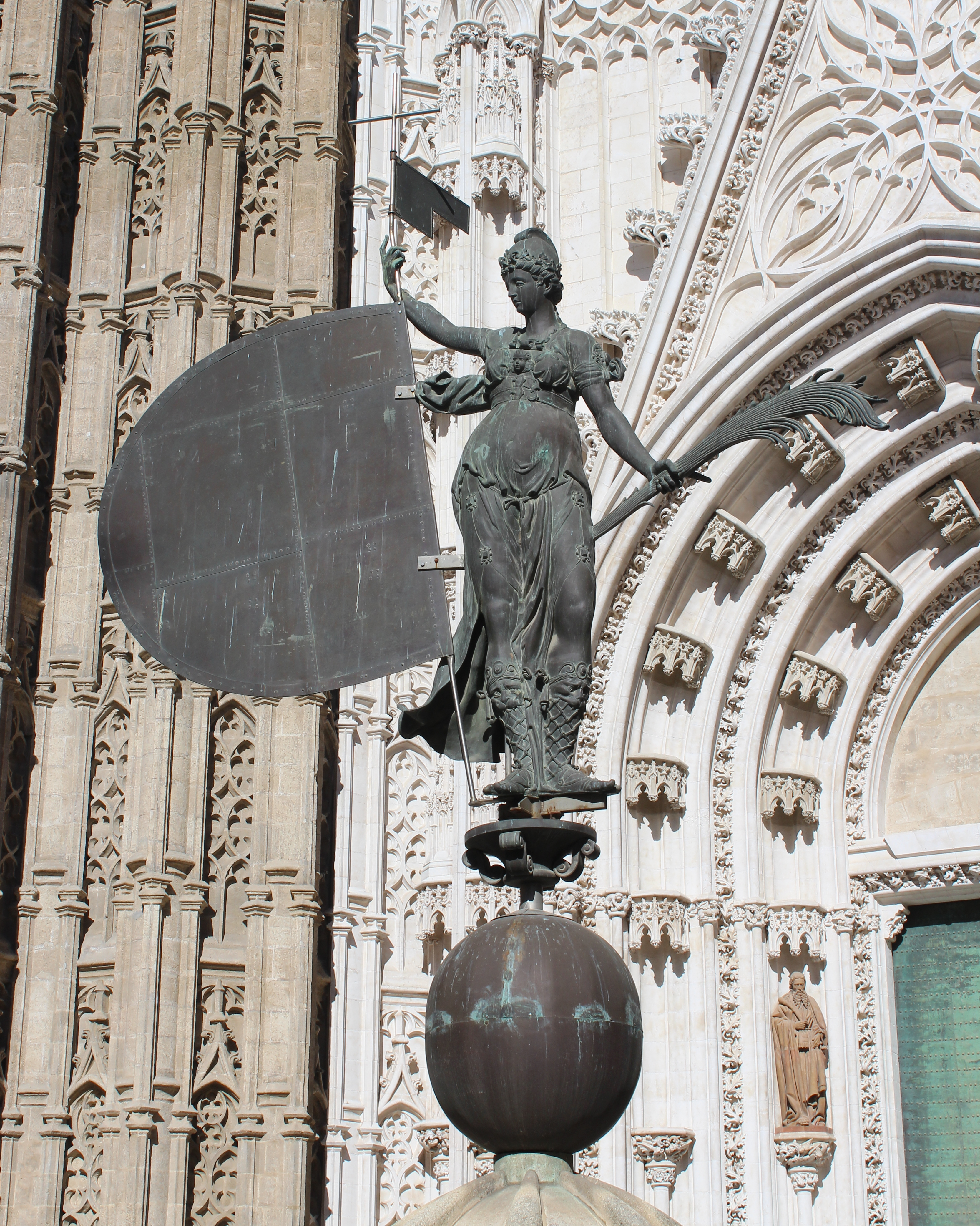
Réplica da veloz da Catedral de Sevilha que estava em uso 1999 - 2005 enquanto o original estava sendo restaurado.

O cata-vento, ou veleta, é um dispositivo que aproveita a energia dos ventos (energia eólica).  Chamam-se também cata-vento os simples indicadores de direção do vento, como setas que giram sobre um eixo vertical.  Entretanto, associa-se comumente o nome ao aproveitamento da energia eólica em aplicações mais engenhosas, como moenda (moinhos de vento), bombeamento de água, ou gerando energia elétrica, com os aerogeradores.

## História

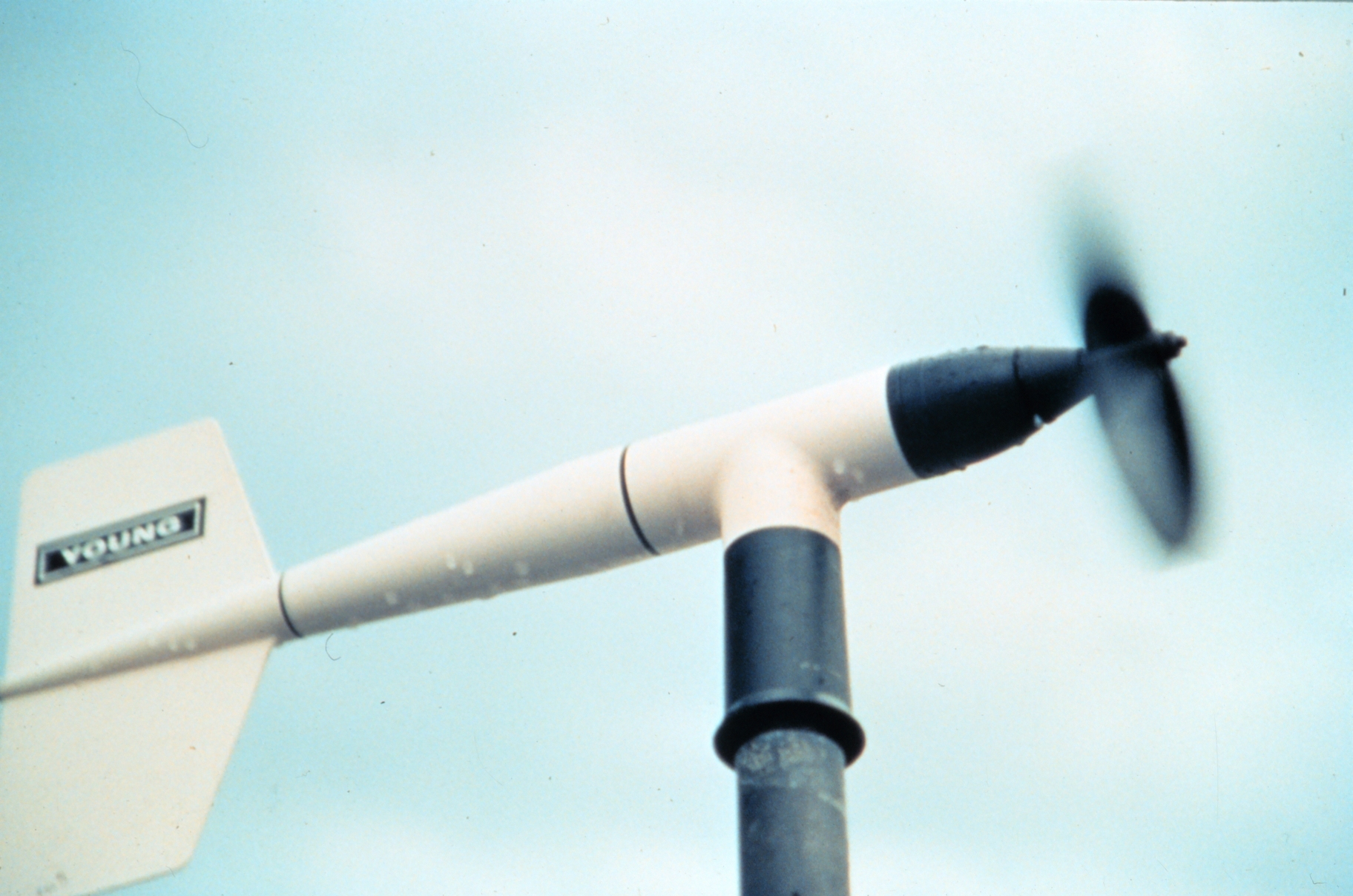
Catavento moderno

A origem do cata-vento não está claramente sinalizada na história. Alguns estudiosos acreditam estar na Pérsia  os mais antigos registros sobre moinhos de vento. Entretanto, há indicações de emprego de moinhos de vento mais remotos no Iraque, Egito e China.
Os moinhos de vento foram introduzidos na Europa no século XII, mas apenas no século XV, eles se espalharam pelo continente. No Países Baixos, tornaram-se sobremaneira populares. Além de servirem para moenda de cereais, eles foram empregados na drenagem de terrenos alagados.
A energia cinética obtida com os cata-ventos se prestou a muitas aplicações; moer grãos e bombear água foram apenas alguma delas.  Foram utilizados também para extração de óleo, transformação do papel, preparação de pigmentos e tinturas, dentre outras.
Andrônico mandou construir em Atenas uma torre octogonal, e fez gravar de cada lado as figuras que representavam os ventos dos oito pontos cardeais.  No topo da torre foi colocado um Tritão (deus mensageiro das profundezas marinhas) de bronze que girava em torno do seu eixo, e com uma haste que tinha na mão, indicando o tempo que dominava.
Dessa ideia engenhosa provém as atuais formas de animais, pessoas, e outras centenas de desenhos. Antigamente era possível apenas à nobreza pô-las em suas casas. Mais tarde foram utilizada em todas as classes sociais.

## Funcionamento
O cata-vento é formado por um conjunto de pás dispostas lateralmente sobre um eixo horizontal. Cada pá está levemente torcida (como uma hélice). Assim, o fluxo de ar, buscando o caminho mais fácil para passar, gera pressão que impulsiona cada pá para um mesmo sentido em relação ao eixo horizontal.
Para um cata-vento ser mais eficiente, o aparelho deve possuir aletas calculadas para girar um eixo no sentido vertical, de modo que, captação seja feita em qualquer direção.